# 徐說
徐說，字以中，直隸寧國府宣城縣人，民籍，明朝政治人物。進士出身。

## 生平
早年出身國子生，應天府鄉試第一百二十八名。成化十四年（1478年）戊戌科會試第二百八名，殿試登進士第三甲第一百九十六名。曾祖父徐亨，贈郎中。祖父徐巖，曾任戶部郎中。父亲徐悳。